# Consumo colectivo
El consumo colectivo se puede explicar como la manera de intercambiar, prestar, rentar, compartir bienes y servicios Esta práctica está vinculada por su naturaleza y propósito a los modelos de "Consumo colaborativo" , "Consumo combativo" y "Consumo autogestionados"
Estas iniciativas se organizan generalmente a través de cooperativas de consumo.